# Горки (село, городской округ Клин)
Горки — село в Клинском районе Московской области, в составе Городского поселения Клин.

## География
Село расположено в центральной части района, примерно в 2,5 км к югу от города Клин, на безымянном левом притоке реки Сестра, высота центра над уровнем моря 196 м. Ближайшие населённые пункты — примыкающее на севере Стреглово и Сохино в 0,5 км на северо-восток.

## История
До 2006 года Горки входили в состав Мисирёвского сельского округа.
Постановлением Губернатора Московской области от 25 декабря 2018 года № 673-ПГ категория населённого пункта изменена с «деревня» на «село».

## Население
| 2002 | 2006 | 2010 |
| ---- | ---- | ---- |
| 102  | ↗106 | ↗114 |